# Hyalurga rufilinea
Hyalurga rufilinea är en fjärilsart som beskrevs av Walker 1865. Hyalurga rufilinea ingår i släktet Hyalurga och familjen björnspinnare. Inga underarter finns listade i Catalogue of Life.